# Maria do Rosário Carneiro
Maria do Rosário Lopes Amaro da Costa da Luz Carneiro (Oeiras, 14 de outubro de 1948) é uma política portuguesa.

## Biografia
Filha dum Engenheiro Civil pelo Instituto Superior Técnico da Universidade Técnica de Lisboa, Manuel Rafael Amaro da Costa (Odemira, São Martinho das Amoreiras, 10 de Janeiro de 1910 - ?), dalguma ascendência da nobreza rural, e de sua mulher (Lisboa, 1937) Joaquina da Conceição Duarte Lopes Nunes (Odemira, Relíquias, 22 de Janeiro de 1914 - Lisboa, Alvalade, 19 de Junho de 1991).
Licenciada em Ciências Sociais e Políticas, pelo Instituto Superior de Ciências Sociais e Políticas da Universidade Técnica de Lisboa, é assessora principal do Ministério da Educação e professora assistente convidada do Instituto Superior de Ciências Sociais e Políticas, bem como do Instituto de Ciências da Família da Universidade Católica Portuguesa. 
Foi assessora dos Secretários de Estado da Investigação Cientifica, Ensino Superior e Família, de 1979 a 1983. Foi directora pedagógica da Escola Superior de Artes Decorativas da Fundação Ricardo do Espírito Santo Silva, entre 1989 e 1995. Na condição de independente, foi eleita deputada à Assembleia da República nas listas do Partido Socialista, no âmbito do entendimento deste partido com o Movimento Humanismo e Democracia, em 1995, 1999, 2002, 2005 e 2009. Presidiu à Comissão Parlamentar para a Paridade, Igualdade de Oportunidades e Família, entre 1995 e 1999, e à Rede Europeia de Comissões Parlamentares para a Igualdade de Oportunidades, em 1998. 
Maria do Rosário Carneiro é irmã do engenheiro Adelino Amaro da Costa e esposa do professor Roberto Carneiro, de quem tem nove filhos e filhas. É mãe da maestrina Joana Carneiro.